# Кант, Минна
Ми́нна Ка́нт (фин. Minna Canth; в девичестве Ульрика Вильхельмина Йонсон швед. Ulrika Wilhelmina Johnson; 19 марта 1844, Таммерфорс — 12 мая 1897, Куопио, Великое княжество Финляндское) — финская писательница, драматург, журналист, автор рассказов, повестей и пьес, первая известная финская писательница. Свои произведения создавала как на финском, так и на шведском языке. Она отстаивала права женщин и феминизм, и в своих трудах и трактатах касалась социальных вопросов.
Минна Кант известна также как общественный деятель, борец за женское равноправие. В знак признания её заслуг перед обществом день её рождения, 19 марта, отмечается в Финляндии как государственный праздник — День равноправия.

## Биография
Родилась 19 марта 1844 года в Таммерфорсе в семье торговца Густава Вильхельма Йонсона (швед. Gustaf Wilhelm Johnson иногда встречается другой вариант фамилии — Johnsson) и его супруги Ульрики Антинтютяр, урождённой Арчелин (швед. Ulrika Antintytär Archelin). В детстве переехала со своими родителями в Куопио.
Канта получила исключительно основательное образование для женщины рабочего класса своего времени. Ещё до переезда в Куопио она посещала школу на фабрике Финлейсона, предназначенную для детей рабочих. В Куопио она продолжала посещать различные школы для девочек, и, как свидетельство успеха её отца, владельца магазина, её даже приняли в школу, предназначенную для детей высшего класса. В 1863 году она начала учиться в недавно основанной учительской семинарии в Ювяскюля, которая была первой школой в Финляндии, предлагавшей высшее образование для женщин.
Получила диплом учителя народной школы в Йювяскюля, где и встретилась со своим мужем, лектором естествознания Йоханом Фердинандом Кантом, за которого вышла замуж в 1865 году.
После смерти мужа Минна стала предпринимателем, взяв в свои руки управление магазином тканей в Куопио. Это позволило её семье обрести финансовую независимость, а также участвовать в литературной и общественной деятельности; её дом стал местом встреч интеллигенции и художников.

## Финская литература в середине XIX века
Хотя первые образцы художественной литературы на финском языке относятся к середине XVI века, когда Абоский епископ Микаэль Агрикола (ок. 1510—1557) издал «Букварь финского языка» (ABCkiria), перевод Нового Завета и другие книги, до 1830-х годов она практически не развивалась.
Первым крупным финноязычным писателем стал Алексис Киви (1834—1872). Вторым писателем, сравнимым с ним по масштабу своего таланта, стала Минна Кант.

## Драматург
Минна Кант писала пьесы как на финском языке, так и на шведском языке. На финском она писала в соавторстве с Каарло Бергбумом для Финского театра в Хельсинки (сейчас — Финский национальный театр). На шведском — пьесы для Шведского театра в Хельсинки.

## Обзор сочинений
В своих первых произведениях Кант писала про жизнь деревни, этой теме в значительной степени посвящены «Новеллы и рассказы» (1878), а также две пьесы — "Кража со взломом (1882) и «В доме Ройнила» (1883).
Жизни рабочих, их бесправию и нищете посвящены пьеса «Жена рабочего» (1885) и новеллы «Бедные люди» (1886).
К самым известным произведениям Кант относятся «Жена рабочего» (1885), «Семья священника» (1891) и «Анна-Лииса» (1895). В своих текстах Минна Кант описывала жестокость женских судеб своего времени. В повестях, романах и пьесах, а также газетных очерках Кант затрагивала и другие недостатки общества.

## Библиография

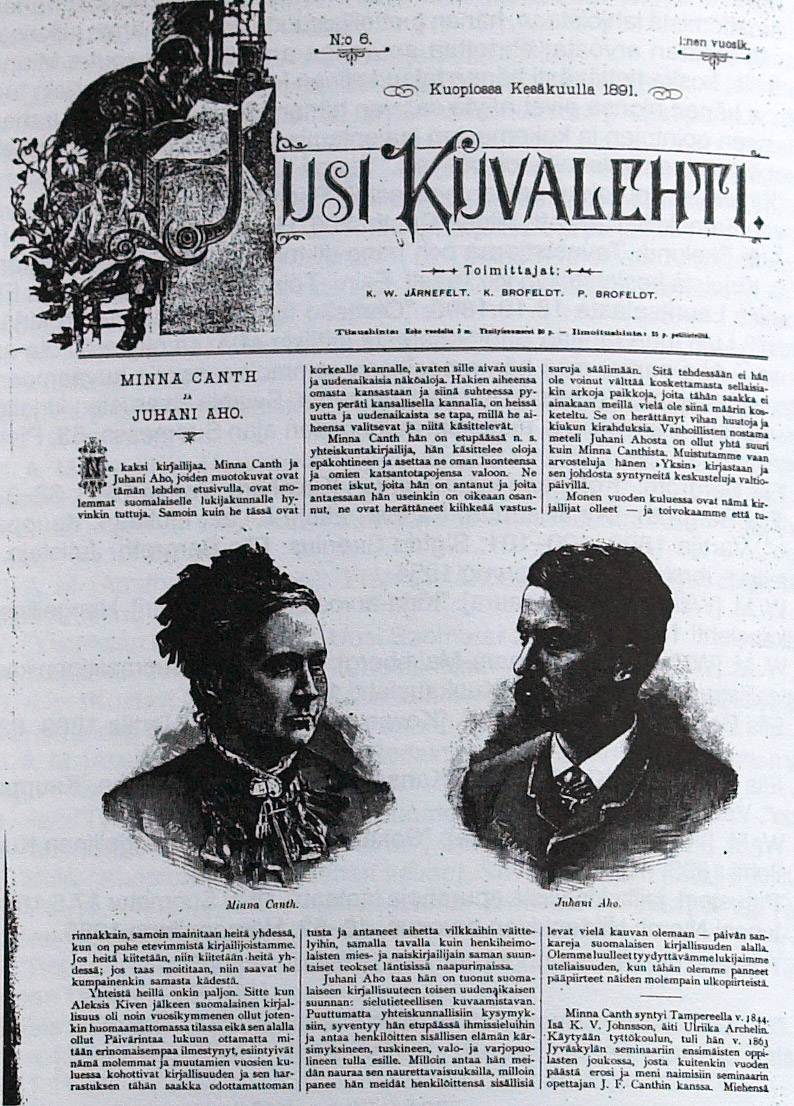
Один из первых образцов использования фотографии в финских газетах: фотопортреты Минны Кант и писателя Юхани Ахо в газете Uusi Kuvalehti. Июнь 1891 года

## Издания на русском языке
- Хомсанту. — 1960.

## Экранизации
Первый финский полнометражный художественный фильм был снят в 1913 году — это была картина «Сюльви» по одноимённой пьесе Минны Кант, снятая режиссёром Теуво Пуро. В 1922 году Теуво Пуро снял фильм по пьесе «Анна Лииса» Минны Кант. Всего по произведениям Минны Кант было снято около двадцати художественных и телевизионных фильмов.
Двухсерийный телевизионный мини-сериал о Минне Канте под названием "Минна", написанный Лаури Лескиненом и снятый Мауно Хювёненом, вышел в 1977 году. В мини-сериале Минну Кант играет Аня Похьола.

## Семья
- Муж — Йохан Фердинанд Кант (1836—1879), преподаватель в учительской семинарии. В браке у них родилось семеро детей:
- Анни, в замужестве Левандер (1866—1911);
- Элли Вильхельмина (1868—1944);
- Ханна Ульрика (1870—1889);
- Хелка Мария, в замужество Майю, затем Вуорисало (1872—1943);
- Каарло Юхо (Юсси) (1874—1929);
- Петтер Хенрик (Пекка) (1876—1959);
- Лююли Августа, в замужестве Андерсин (1880—1969)[1].

## Память

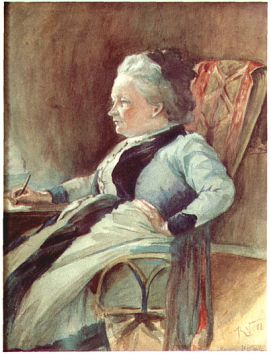
Портрет Минны Кант работы финского художника Каарло Вуори

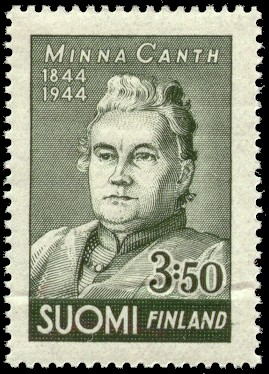
Почтовая марка 1944 года выпуска, посвящённая столетию со дня рождения Минны Кант

В городе Куопио был установлен памятник писательнице. Ещё один памятник писательнице расположен в городе Ювяскюля, рядом с городской лютеранской церковью. А ещё один — в городе Тампере рядом с библиотекой и памятником жертвам гражданской войны.
В 1944 году в Финляндии была выпущена почтовая марка, посвящённая 100-летию со дня её рождения.
С 2003 года (официально — с 2007 года) в Финляндии в знак признания заслуг Минны Кант перед обществом день её рождения, 19 марта, отмечается как государственный праздник — День равноправия, или День Минны Кант.
В 2010 году в Финляндии была выпущена серебряная монета номиналом 10 евро, посвящённая известной писательнице.